# Olympische Sommerspiele 1972/Teilnehmer (Sambia)
| Gelbes Symbol für Goldmedaillen mit stilisierten Olympischen Ringen | Graues Symbol für Silbermedaillen mit stilisierten Olympischen Ringen | Braundes Symbol für Bronzemedaillen mit stilisierten Olympischen Ringen |
| ------------------------------------------------------------------- | --------------------------------------------------------------------- | ----------------------------------------------------------------------- |
| —                                                                   | —                                                                     | —                                                                       |

Sambia nahm an den Olympischen Sommerspielen 1972 in München mit einer Delegation von 11 Sportlern, 8 Männern und 3 Frauen, teil.

## Teilnehmer nach Sportarten

### Leichtathletik
| Männer - Nicodemus Maipampe (* 1942) 400 Meter: Vorläufe - Larmeck Mukonde (* 1945) 100 Meter: Vorläufe 200 Meter: nicht angetreten - Benson Mulomba (* 1949) 800 Meter: Vorläufe 1500 Meter: nicht angetreten - Ngwila Musonda (* 1945) 5000 Meter: Vorläufe | Frauen - Audrey Chikani (* 1954) Weitsprung: 31. Rang in der Qualifikation - Beatrice Lungu (* 1956) 100 Meter: Vorläufe 200 Meter: Vorläufe - Grace Muneene (* 1954) 400 Meter: Vorläufe |

### Boxen
- Timothy Feruka (1954–2003)
Halbfliegengewicht: 17. Platz

- Yotham Kunda (* 1948)
Halbweltergewicht: 17. Platz

- Julius Luipa (* 1948)
Mittelgewicht: 17. Platz

- Morgan Mwenya (* 1948)
Federgewicht: 33. Platz